# Михаил (Расковалов)

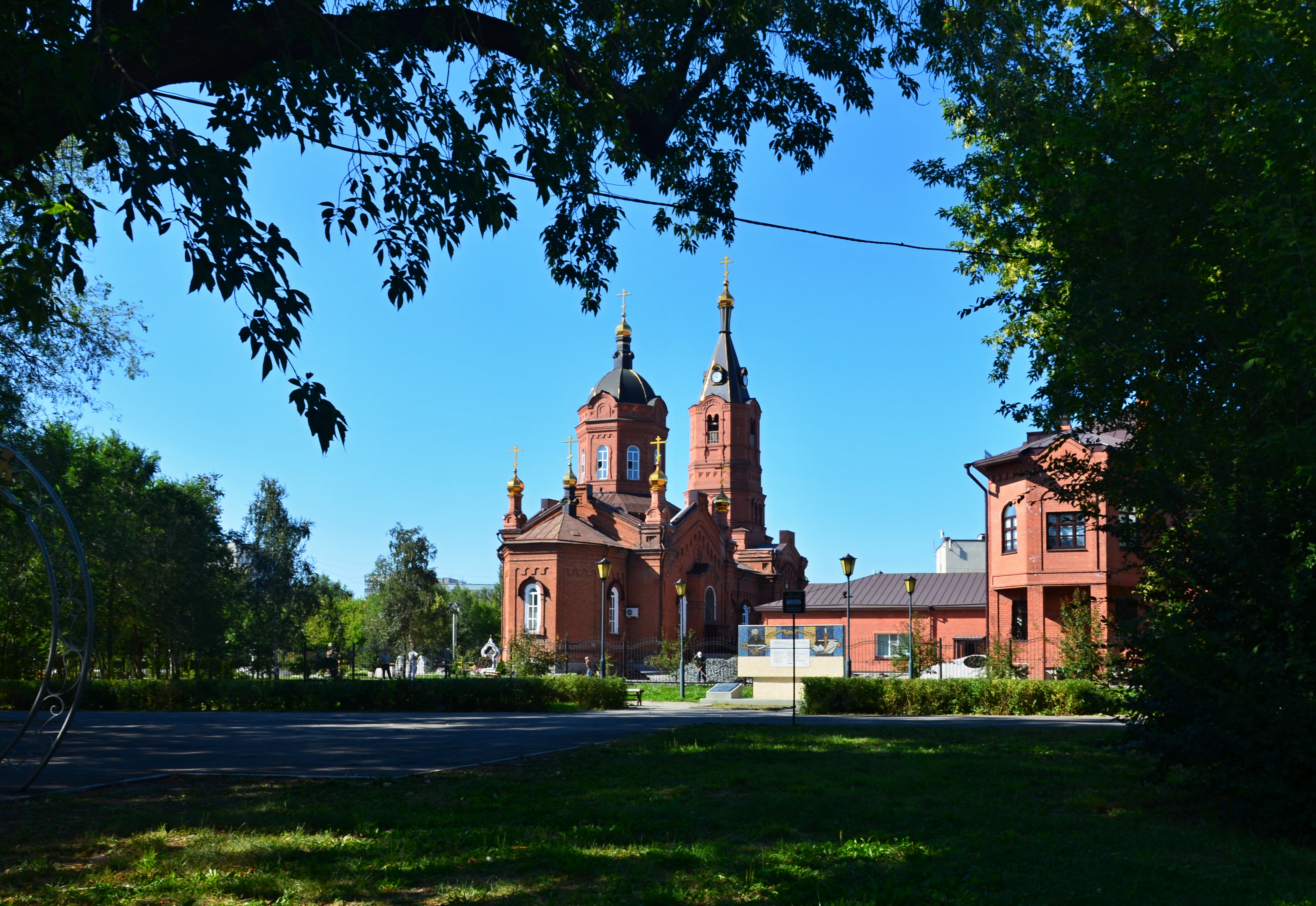
Александро-Невский собор города Кургана, перед алтарём видны надгробные памятники, среди них могила епископа Михаила.

Епи́скоп Михаи́л (в миру Виктор Павлович Расковалов; 10 февраля 1953, Свердловск — 11 августа 2008, Курган) — епископ Русской православной церкви, епископ Курганский и Шадринский. Тезоименитство — 8 (21) ноября.

## Биография
Виктор Павлович Расковалов родился 10 февраля 1953 года в рабочей семье в городе Свердловске Свердловской области, ныне город Екатеринбург — административный центр той же области. По собственным воспоминаниям, «родители мои родом из Шадринского района Курганской области. Простые, работящие люди. Отец даже был неграмотным. Вера в их жизни не присутствовала, но они были очень добрые, нравственные люди. Большую роль в моей жизни сыграла бабушка, которая отличалась крепкой верой. Она водила меня в церковь, я ей благодарен <…> Семья наша жила в рабочем районе Уралмаша. Учился, как и все, в обычной советской школе. Но помню, как в 3-4 классе стал тайком, через весь город, ездить в единственную действующую тогда церковь Иоанна Предтечи».
В 1970 году окончил среднюю школу № 27 города Свердловска. В 1970—1972 годах работал лаборантом в Уральском политехническом институте.
В 1972—1974 годах служил в рядах Советской Армии, младший сержант.
В 1974—1976 годах работал в Свердловском медицинском институте. В те годы Виктор Расковалов проходил клиросное послушание в Иоанно-Предтеченском соборе в Свердловске.
В 1976 году поступил во второй класс Московской духовной семинарии. В октябре 1977 года был принят в Свято-Троицкую Сергиеву лавру. По собственным воспоминаниям, «послушание у меня было петь на клиросе. Всё было внове, но трепетно учился, внимая всем замечаниям и советам».
30 марта 1978 года наместником Троице-Сергиевой лавры архимандритом Иеронимом (Зиновьевым) был пострижен в монашество с именем Михаил в честь святого Архистратига Михаила. 22 апреля ректором Московской духовной академии архиепископом Дмитровским Владимиром (Сабоданом) рукоположён во иеродиакона.
В 1979 году окончил Московскую духовную семинарию и поступил в Московскую духовную академию.
С 1982 по 1984 год, продолжая учёбу в Московской духовной академии, служил в кафедральном соборе во имя Иоанна Предтечи в Свердловске.
21 сентября 1984 года архиепископом Свердловским и Курганским Платоном рукоположён во иеромонаха и назначен настоятелем храма Николая Чудотворца в селе Николо-Павловском Пригородного района Свердловской области.
В 1990 году архиепископом Свердловским и Курганским Мелхиседеком (Лебедевым) возведён в сан игумена. В 1993 году им же возведен в сан архимандрита и представлен патриарху Алексию II и Священному синоду в качестве кандидата в епископы новообразованной Курганской и Шадринской епархии.

## Архиерейское служение
3 апреля 1993 года в Богоявленском кафедральном соборе Москвы состоялась его хиротония во епископа Курганского и Шадринского, которую совершили патриарх Алексий II, архиепископ Екатеринбургский и Верхотурский Мелхиседек (Лебедев), архиепископ Ярославский и Ростовский Платон (Удовенко), Курский и Рыльский Ювеналий (Тарасов), архиепископ Солнечногорский Сергий (Фомин), епископ Костромской и Галичский Александр (Могилёв), епископ Истринский Арсений (Епифанов), епископ Подольский Виктор (Пьянков), епископ Бендерский Викентий (Морарь), епископ Саранский и Мордовский Варсонофий (Судаков), епископ Чимкентский и Целиноградский Елевферий (Козорез), епископ Якутский и Вилюйский Герман (Моралин).
На момент создания епархии в ней действовалиепархии около 20 приходов, в том числе два в Кургане. Храмы были разрушены, была острая нехватка священнослужителей.
С момента вступления на кафедру являлся священноархимандритом Далматовского монастыря. По его благословению 6 августа 1994 года состоялось обретение честных мощей преподобного Далмата Исетского, а преподобный Далмат был прославлен как местночтимый святой, имя его внесено в список Собора Сибирских святых. Епископ Михаил составил первый тропарь и кондак святому и подарил Далматовской обители икону преподобного.
За пятнадцать лет его архиерейского служения православие на Зауральской земле укрепилось: в несколько раз выросло количество приходов, были восстановлены многие старые храмы и впервые за долгие десятилетия построены новые. Развивалось социальное служение Русской православной церкви, наладилось взаимодействие епархии с властными структурами, православная жизнь в регионе вновь стала неотъемлемой частью жизни общества. Особым событием для духовенства и мирян епархии стали торжества, связанные с обретением и перенесением 10 июня 2007 года мощей священномученика Аркадия Гаряева, служившего в Никольском храме в селе Боровском, ныне Катайский муниципальный округ Курганской области.
Епископ Михаил скончался 11 августа 2008 года на своей даче <где?> в пригороде Кургана. Предположительной причиной смерти епископа стал оторвавшийся тромб. Установить точную причину скоропостижной смерти владыки невозможно, так как по православной традиции вскрытие тела священнослужителя решено было не проводить.
13 августа отпевание в храме благоверного князя Александра Невского возглавил архиепископ Екатеринбургский и Верхотурский Викентий. Епископ Михаил был похоронен на территории курганского кафедрального собора Святого благоверного князя Александра Невского, напротив алтаря собора, в Городском саду имени В.И. Ленина, ныне Городской сад имени Александра Невского города Кургана Курганской области.

## Награды
- Орден преподобного Сергия Радонежского II степени
- Медаль преподобного Сергия Радонежского II степени